# Die elf Schill'schen Offiziere (film, 1926)
Pour les articles homonymes, voir Die elf Schill'schen Offiziere.
Pour plus de détails, voir Fiche technique et Distribution.
Die elf Schill'schen Offiziere est un film allemand muet réalisé par Rudolf Meinert, sorti en 1926. 
Ce film historique connaîtra un remake en 1932 : Die elf Schill'schen Offiziere, également dirigé par Rudolf Meinert. Cette œuvre faisait partie d'un cycle de films historiques allemands réalisés pendant la République de Weimar et le Troisième Reich qui tendaient à glorifier l'histoire de la Prusse et de son armée.

## Synopsis
Le soulèvement raté de soldats prussiens menés par Ferdinand von Schill contre l'armée d'occupation napoléonienne et se focalise essentiellement sur les officiers de Ferdinand von Schill qui furent exécutés à Wesel.

## Fiche technique
- Titre original : Die elf Schill'schen Offiziere
- Titre anglophone (États-Unis) : Eleven Who Were Loyal
- Réalisation : Rudolf Meinert
- Scénario : Max Jungk, Julius Urgiß (de)
- Photographie : Ludwig Lippert
- Direction artistique : Gustav A. Knauer (de)
- Décors : Gustav A. Knauer (de)
- Producteur : Rudolf Meinert
- Société de production : Internationale Film AG
- Pays de production : Allemagne  République de Weimar
- Métrage : 2 853 mètres (7 bobines)
- Format : Noir et blanc — 35 mm — 1,33:1 — Muet
- Genre : Film dramatique, Film historique
- Durée : 60 minutes
- Dates de sortie : 
  - Allemagne  République de Weimar : 27 août 1926
  - États-Unis : 18 mai 1929

## Distribution
- Rudolf Meinert : Major von Schill
- Gustav Adolf Semler : Frédéric-Guillaume III de Prusse
- Grete Reinwald : la reine Louise
- Leopold von Ledebur : Freiherr von Wedel
- Mary Nolan : Mary Von Wedel
- Ernst Rückert : Fritz von Wedel, der Sohn
- Werner Pittschau : Udo von Reckenthin
- Fritz Greiner (de) : Freiherr von Mallwitz
- Albert Steinrück : le commandant français
- Charles Willy Kayser : un officier français
- Camilla von Hollay
- Henri Peters-Arnolds (de) : Franz
- Jack Mylong-Münz : un partisan
- Else Reval (de)
- Aruth Wartan
- Fred Immler (de)
- Edgar Hellwald
- Jaro Fürth (de)
- Mark Asarow
- Clementine Plessner
- Emmerich Hanus
- Rudolf del Zopp (de)
- Kurt Thormann
- Bobbie Bender
- Fritz Alberti